# Biri kommun
Biri kommun (norska: Biri kommune) var en kommun i Oppland fylke i Norge. Tätorten Biri utgjorde kommunens centralort.

## Administrativ historik
Biri kommun upprättades den 1 januari 1838 (som Birid formannskapsdistrikt) när Formannskapslovene från 1837 trädde i kraft. Kommunen omfattade då den norra delen av nuvarande Gjøviks kommun.
Den 1 januari 1910 bröts Snertingdals kommun ut ur kommunen som då minskade från 4 843 invånare före delningen till 2 815 invånare efter. Den återstående delen omfattade den nordöstra delen av nuvarande Gjøviks kommun.
Den 1 januari 1964 gick kommunen, tillsammans med Snertingdals kommun och huvuddelen av Vardals kommun, upp i Gjøviks kommun. Kommunens hade då 3 274 invånare.

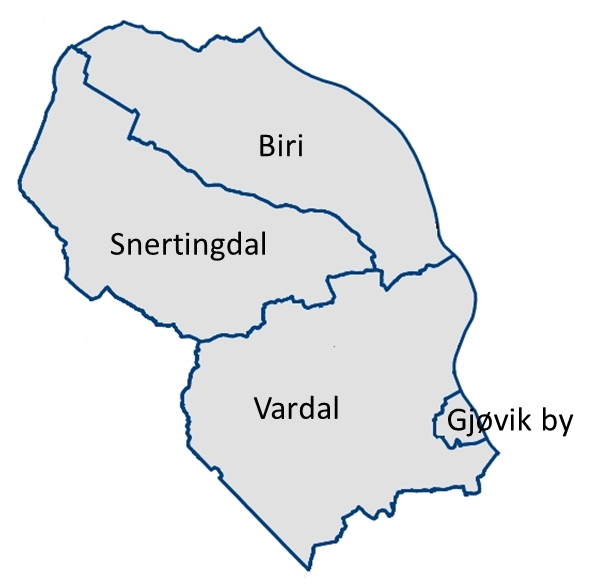
Karta över de kommuner som 1964 lades samman till nuvarande Gjøviks kommun.